# Grand Prix de Fourmies 1988
Il Grand Prix de Fourmies 1988, cinquantaseiesima edizione della corsa, si svolse l'11 settembre 1988 su un percorso di 226 km. Fu vinto dal belga Edwin Bafcop della Hitachi-Bosal-BCE Snooker davanti all'irlandese Sean Kelly e al belga Dirk Demol.

## Ordine d'arrivo (Top 10)
| Pos. | Corridore         | Squadra        | Tempo    |
| ---- | ----------------- | -------------- | -------- |
| 1    | Edwin Bafcop      | Hitachi        | 6h11'23" |
| 2    | Sean Kelly        | KAS-Canal 10   |          |
| 3    | Dirk Demol        | ADR            |          |
| 4    | Nico Verhoeven    | Superconfex    |          |
| 5    | Johan Capiot      | TVM-Van Schilt |          |
| 6    | Jan Goessens      | Lotto-Merckx   |          |
| 7    | Ronny Van Holen   | Roland         |          |
| 8    | Eric Vanderaerden | Panasonic      |          |
| 9    | Dirk Wayenberg    | ADR            |          |
| 10   | Bruno Wojtinek    | Z-Peugeot      |          |